# 라마난트소아바나양털여우원숭이
라마난트소아바나양털여우원숭이(Avahi ramanantsoavani)는 양털여우원숭이의 일종으로 마다가스카르 남동부 지역이 원 서식지다. 몸무게는 약 1 kg이다. 초기에는 남부양털여우원숭이(A. meridionalis)의 아종으로 간주되어 A. m. ramanantsoavana로 명명되었지만, 분자생물학적, 발현형질적, 형태학적 정보에 의해 2007년, 별도의 종으로 승격되었다.